# Игра в карты (фильм, 1895)
«Игра в карты» (фр. Partie de cartes) — немой короткометражный фильм Луи Люмьера. В Англии фильм был показан 20 февраля 1896 года, через 3 дня прокат был во Франции, в июле в Финляндии, а 15 апреля 2005 года цветная версия была показана в Англии.

## В ролях
- Антуан Феро
- Антуан Люмьер — игрок в карты
- Фелисье Тревью — присоединившийся игрок в карты
- Альфонс Винкль — игрок в карты

## Сюжет
Двое мужчин играют в карты, вскоре к ним присоединяется третий.

## Интересные факты
- Фильм известен по каталогу Люмьер № 73.